# 대단한 레시피
《대단한 레시피》는 KBS에서 방영된 예능 프로그램인데 공동 MC 김원희는 2005년 종영된 대한민국 1교시 이후 해당 프로그램으로 KBS 진행자 복귀를 했다. 3부작 파일럿 편성했으나, 이후 정규 편성이 불발됐으며 김원희는 2020년 9월 9일부터 같은 채널(KBS 2TV)에서 수요일 밤 8시 30분에 재편성된 《TV는 사랑을 싣고》로 KBS 복귀를 했다.

## 시청률
- AGB 닐슨 미디어리서치

| 회차 | 방송 일자       | 전국 시청률(증감치) |
| ---- | --------------- | ------------------- |
| 1회  | 2015년 6월 4일  | 2.4%                |
| 2회  | 2015년 6월 11일 | 2.3%                |
| 3회  | 2015년 6월 18일 | 1.6%                |